# ماريان دياموند
ماريان كليفز دياموند (بالإنجليزية: Marian Diamond)‏ ولدت في الحادي عشر من نوفمبر عام 1926، ماريان دياموند هي أستاذ علم التشريح بجامعة كاليفورنيا بمدينة بيركيلي والتي قامت بنشر أبحاثٍ لها في التشريح عصبي للدماغ الأمامي. من أبرز اكتشافاتها تأثير البيئة على نموّ الدماغ، الاختلاف بين قشرة المخ في ذكور وإناث الفئران وكذلك العلاقة المُحتملة بين التفكير الإيجابي والصحة المناعية.

## السيرة الذاتية

### بداية حياتها
وُلدت ماريان كليفز في (مدينة غليندال) بولاية كاليفورينا الأمريكيّة، والدها هو الدكتور مونتاج كليفز ووالدتها روزا ماريان كليفز كسادس وأصغر طفلة في الأسرة. كان والدها طبيباً إنجليزياً ووالدتها مُدرسةً للغةِ اللاتينية في مدرسةٍ ثانوية بمدينة بيركيلى.
ترعرعت دياموند في لاكريسينتا وتعلّمت مع أشقّائها بمدرسة لاكريستينا الثانوية، مدرسة كلارك جونيور، مدرسة غليندال الثانوية وأخيراً كُلية المجتمع بغليندال.وقبل التحاقها بجامعة كاليفورنيا بمدينة بيركيلى كانت دياموند تلعب التنس بنفس المدينة وحازت كذلك على جوائز لفوزها في المباريات.

### حياتها المهنية
بعد حصولها على درجة البكالوريوس في عام 1948، قضت دياموند صيفاً بجامعة أوسلو بالنرويج قبل عودتها إلى بيركيلي لتستكمل دراساتها العُليا حيثُ كانت أول طالب بالدراسات العُليا بقسم التشريح. وفي عام 1953 قامت بنشر رسالة الدكتوراة الخاصة بها والتي حملت عنوان «التداخل البيني الوظيفى بين المِهاد والنُخام العصبي». وخلال رحلة تحضيرها للدكتوراة كانت دياموند تقوم بالتدريس للطلبة حيثُ أصبح التدريس هو شغف حياتها حتى في الثمانينات من عمرها.وحصلت بالفعل على درجة الدكتوراة في علم التشريح البشري.

### حياتها الشخصية
تزوجت ماريان من ريتشارد مارتن دياموند في عام 1950 ورُزِقا بأربعةِ أطفال وهم كاثرين ثيريزا (1953)، ريتشارد كليفز (1955)، چيف بارچا (1958)وأخيراً آن (1962).وانفصلا في عام 1979 حيث تزوجت دياموند من البروفيسور آرنى شيبيل في عام 1982.

### فيلماً وثائقيّاً وسلسلة حلقات على شبكة الإنترنت
"شغفي بالدماغ: الحياة والعلم " للدكتورة ماريان دياموند  هو عبارة عن سلسلة حلقات متعددة على الإنترنت عن حياة الدكتورة دياموند كرائدة من رواد العلم وشغفها بالدماغ البشرىّ فضلاً عن أبحاثها العلميّة وحُبها للتدريس. اثنتا عشرة حلقةً موجودةً بالفعل على الشبكة العنكبوتيّة لدى "لونا للإنتاج" مُشتملةً على عنوانين "امرأة بدماغ آينشتاين" ( ، "كيف غيرَت العالم" ، "حول العقل والفتيات الصغيرات""  و "ما الذي يجعل المُعلم عظيماً"  وغيرها.

## مساهماتها في التشريح العصبيّ
قدّمت ماريان دايموند عدداً من الإسهامات العلمية الكُبرى لعلم الأعصاب التشريحيّ. ووضّحت أن المكونات الهيكلية للقشرة الدماغية يمكن تغييرها بواسِطة ظروفِ البيئة على حسبِ غنيةّ كانت أو فقيرة وتم التعرض لتلك الظروف في أيّ سِن، من قَبل الولادة وحتّى سن الشيخوخة المتأخرة. وتُظهر قشرة المخ التي تتعرض لظروفٍ جيّدة وغنيّة قُدرًة أكبر على التعلم، على عكس قشرة المخ المُعّرضة لظروفٍ فقيرة أو سيئة وبالتالي تُظهر استجابةً أقل للتعلُم.
أوضحت دياموند أن الترتيب الهيكلي لقشرة المخ في الذكور تختلف تماماً عن الإناث ويمكن أن تتغير في حالة غياب هرومونات الاستيرويدات الجنسية. كما أظهرت دياموند أن القشرة المخية الظهرية الأمامية الجانبية تكون ناقصةً على كلا الجانبين في الفئران ضعيفةِ المناعة ويُمكن عكس ذلك بواسطة زرع الغدة الصعتريّة. في البشَر يقوم التحفيز المعرفي بزيادة الخلايا الليمفاوية CD4 الموجبة وذلكَ يُرجّح فكرة أنّ المناعة من الممكن تطويعها اختيارياً وبمعنىً آخر أن التفكير الإيجابى منَ المُمكن أن يؤثر على الجهاز المناعي. وهناك مجموعة من الكتب والأوراق المنشورة لماريان دياموند يمكنك العثور عليها هنا.

## جوائز
-جائزة مجلس تطوير ودعم التعليم بالعاصمة واشنطن والتي تُمنح لمن يُختار لمنصب أستاذ كاليفورنيا للعام كما حصلت على الميدالية الذهبية الوطنية.
-جائزة الخدمة المتميزة من جمعية البحوث الطبية الحيوية بكاليفورنيا.
-جائزة خرّيجة العام من جمعية كاليفورنيا للخريجين.
-قاعة المشاهير بكرونيكل بسان فرانسيسكو.
-ميدالية الجامعة من جامعة ديل زوليا بفنزويلا.
-ميدالية الشرف الذهبية من البرازيل.
-جائزة بنيتمين إيد ويلر الخدمية.
-جائزة الباحثة العلمية المتميزة بأميريكا والتي تمنحها الجمعية الأمريكية للناشئات الجامعيّات.
-جائزة كير كلارك للقيادة المتميزة في التعليم العالي.